# Jan Chmurowicz

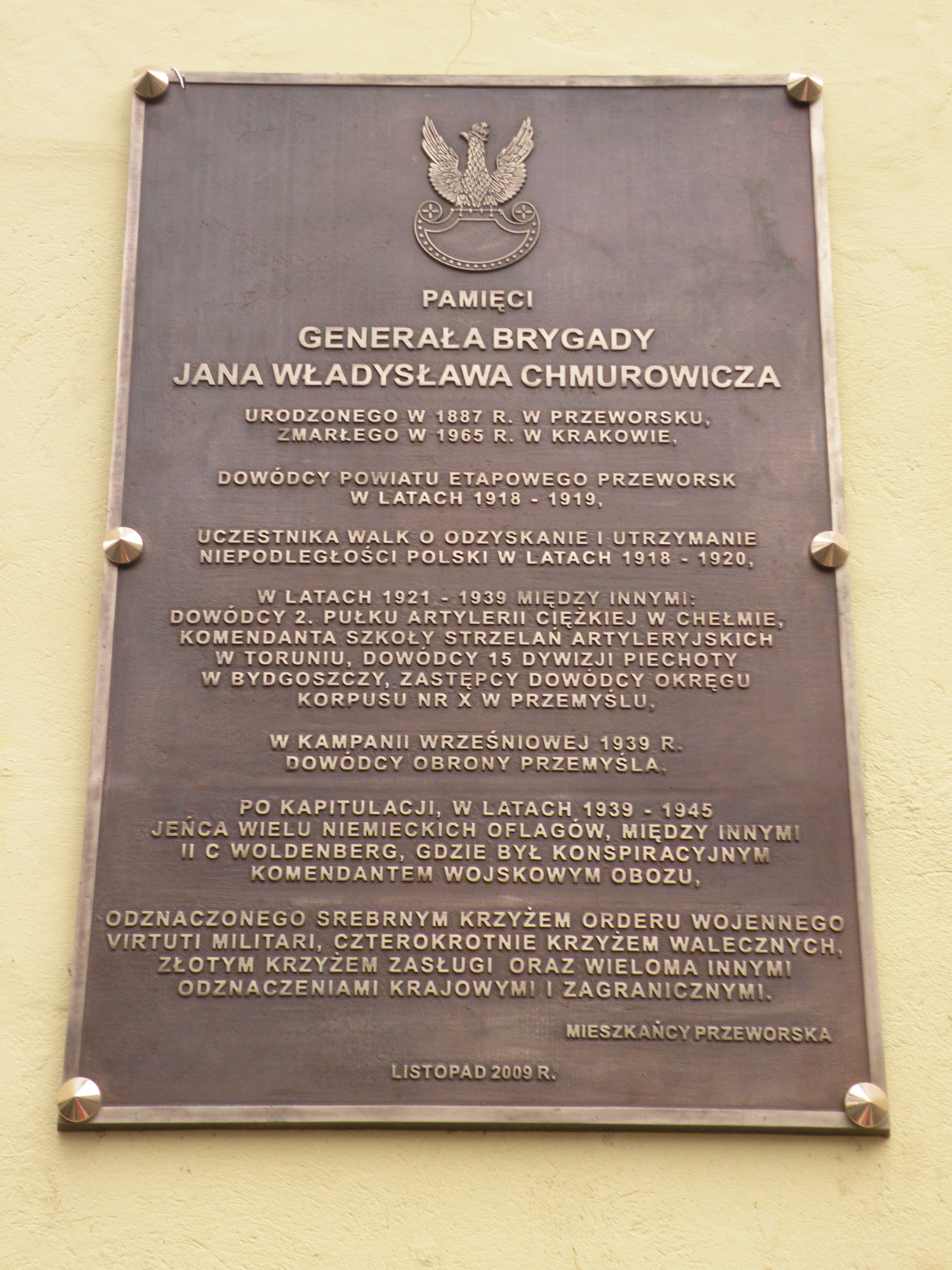
Tablica Generała Chmurowicza w Przeworsku

Jan Władysław Julian Chmurowicz (ur. 31 grudnia 1887 w Przeworsku, zm. 5 listopada 1965 w Krakowie) – kapitan artylerii cesarskiej i królewskiej armii, generał brygady Wojska Polskiego, kawaler Orderu Virtuti Militari.

## Życiorys

### Dzieciństwo i młodość
Urodził się 31 grudnia 1887 r. w Przeworsku, w rodzinie rzemieślniczo-kupieckiej z ojca Walentego i matki Karoliny z Mirkiewiczów. Ochrzczony został w kościele parafialnym w Przeworsku, w styczniu 1888 r. przez ks. Stanisława Sypniewskiego, a rodzicami chrzestnymi byli: siostra matki Antonina Mirkiewicz i Franciszek Szarliński. Na chrzcie otrzymał trzy imiona: Jan Władysław Julian. W zachowanych dokumentach najczęściej używane jest jedno imię – Jan; w niektórych – Jan Władysław. Po ukończeniu nauki w szkole realnej w rodzinnym Przeworsku, w latach 1900–1908 uczęszczał najpierw do gimnazjum w Jarosławiu, a następnie do IV Gimnazjum Klasycznego w Krakowie, które zakończył zdaniem egzaminu maturalnego. Po ukończeniu gimnazjum i zdaniu w 1908 r. egzaminu dojrzałości studiował prawo w Uniwersytecie Jagiellońskim w Krakowie. Od 1912 r. pracował jako urzędnik ruchu w dyrekcji kolei we Lwowie. W 1919 ożenił się z Marią Pikor.

### Służba w cesarskiej i królewskiej armii
W 1909 r. został powołany do odbycia jednorocznej służby w armii austriackiej, w czasie której ukończył szkołę oficerską. Po wybuchu I wojny światowej służył w armii austriackiej, w stopniu podporucznika, jako oficer wywiadowczy i pierwszy oficer baterii 45 pułku artylerii polowej. Do stopnia porucznika awansował w 1916 r. W listopadzie tego roku został dowódcą baterii w 56 pułku artylerii polowej. Przez cały okres wojny walczył na froncie włoskim. Do stopnia kapitana awansował w 1918 r.

### Służba w Wojsku Polskim
W Wojsku Polskim od listopada 1918 r. pełnił służbę w komendzie placu Przemyśl jako oficer werbunkowy, następnie był dowódcą Powiatu Etapowego Przeworsk. W wojnie polsko-radzieckiej dowodził: dywizjonem w 1 pułku artylerii polowej Legionów (od 7 marca 1919) i 3 pułku artylerii ciężkiej (od 20 marca 1920). Do stopnia majora awansował w 1920 r. Po zakończeniu działań wojennych dowodził w zastępstwie III Brygadą Artylerii (od 6 lutego 1921). 27 kwietnia 1921 r. objął dowództwo 3 dywizjonu artylerii ciężkiej, a 17 listopada tego roku mianowany został zastępcą dowódcy 2 pułku artylerii ciężkiej w Chełmie. Później objął dowództwo tego pułku. Do stopnia podpułkownika awansował w 1922. 1 grudnia 1924 został mianowany pułkownikiem ze starszeństwem z 15 sierpnia 1924 i 16. lokatą w korpusie oficerów artylerii. W tym roku ukończył kurs dowódców pułków w Toruniu, w 1926 r. kurs unitarny dowódców pułków w Rembertowie, a w 1928 r. kurs wyższych dowódców artylerii w Warszawie.
4 kwietnia 1929 przeniesiony został do Centrum Wyszkolenia Artylerii w Toruniu, w którym objął stanowisko komendanta Szkoły Strzelania Artylerii. Od grudnia 1930 r. był dowódcą 7 Grupy Artylerii w Poznaniu. We wrześniu 1931 został drugim dowódcą piechoty dywizyjnej 20 Dywizji Piechoty w Baranowiczach. 15 grudnia 1934 mianowany został dowódcą 15 Dywizji Piechoty w Bydgoszczy. 19 sierpnia 1937 objął funkcję zastępcy dowódcy Okręgu Korpusu Nr X w Przemyślu.
W wojnie obronnej Polski 1939 r. był (od 9 IX) dowódcą obrony Przemyśla (jego adiutantem był kpt. Leon Parat). Wzięty do niewoli niemieckiej przebywał w siedmiu obozach jenieckich m.in. w Oflagu II C Woldenberg, gdzie był konspiracyjnym komendantem obozu. Po wyzwoleniu wrócił do kraju. W okresie powojennym pracował w spółdzielczości. Działał w zarządzie Towarzystwa Strzeleckiego „Bractwo Kurkowe” w Krakowie.
Został pochowany 9 listopada 1965. W pogrzebie uczestniczyli towarzysze broni, podkomendni i rzesze mieszkańców Krakowa. Przybyła też oficjalna delegacja z rodzinnego Przeworska. Orszak żałobny prowadził ks. bp Jan Pietraszko w asyście 50 księży. Po mszy św., odprawionej w kaplicy cmentarza Rakowickiego, odprowadzono zwłoki do grobowca rodzinnego na cmentarz wojskowy przy ul. Prandoty (kwatera 7 WOJ-wsch.-10). Orkiestra wojskowa odegrała hejnał Wojska Polskiego. Nad grobem przemawiali: żołnierze z września 1939 r. – gen. bryg. Mieczysław Boruta-Spiechowicz, płk dypl. Wiktor Alojzy Jakubowski oraz prof. dr Tadeusz Kloska.

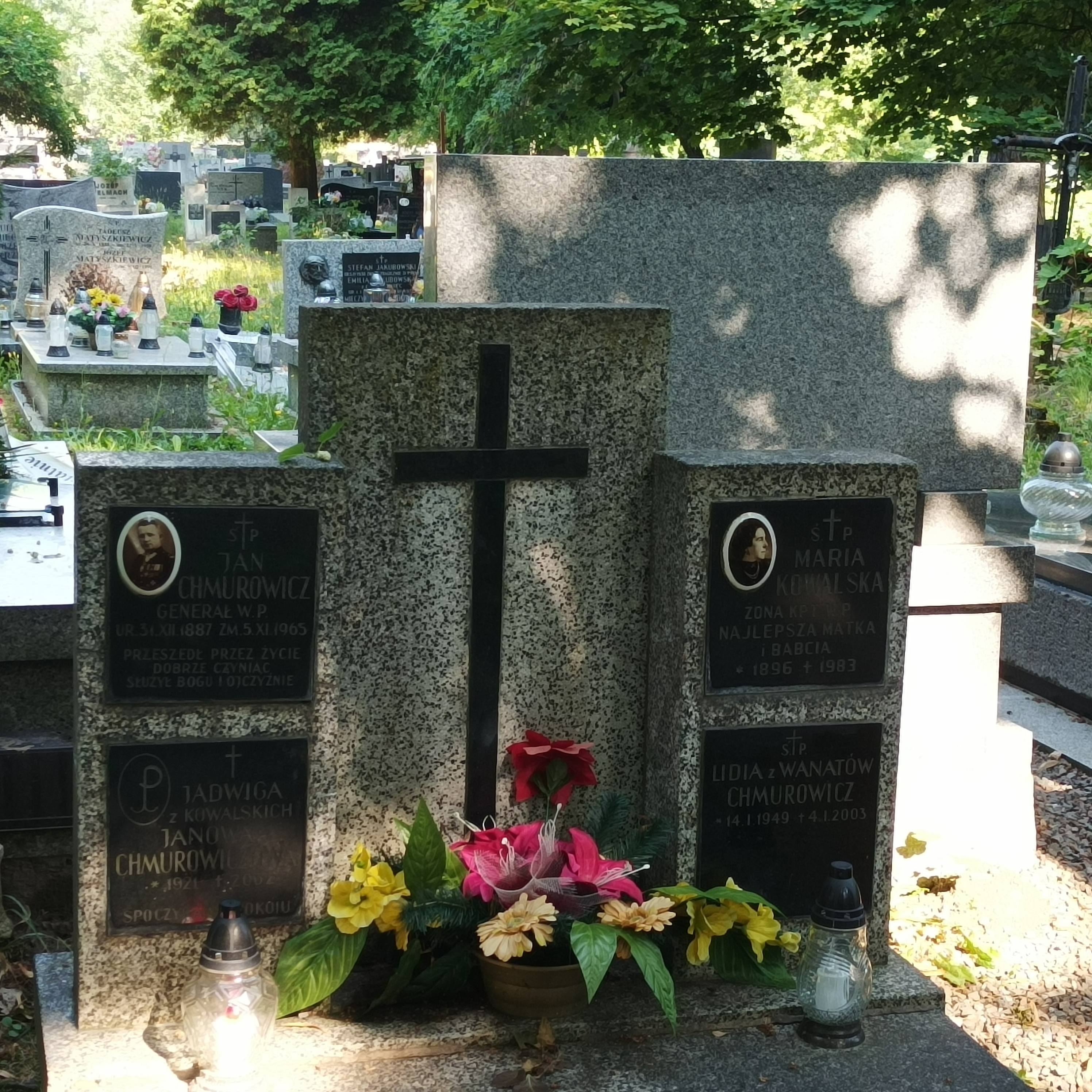
Grób gen. Jana Chmurowicza na cmentarzu wojskowym przy ul. Prandoty w Krakowie

## Wykształcenie
- Uniwersytet Jagielloński w Krakowie
- listopad 1920 – styczeń 1921 – kurs dowódców pułków – Toruń
- kwiecień 1926 – czerwiec 1926 – kurs dowódców pułków – Rembertów
- styczeń 1928 – czerwiec 1928 – kurs wyższych dowódców artylerii – Warszawa

## Awanse
W armii austriacko-węgierskiej
- chorąży – 1911
- podporucznik – 1914
- porucznik – 1916
- kapitan – 1918

W Wojsku Polskim
- major – 1920
- podpułkownik – 1922
- pułkownik – 1924
- generał brygady – 1936

## Ordery i odznaczenia
- Krzyż Srebrny Orderu Wojskowego Virtuti Militari nr 102 (1921)[6][7]
- Krzyż Walecznych (czterokrotnie: po raz pierwszy w 1922[8])
- Złoty Krzyż Zasługi (10 listopada 1928)[9]
- Medal Pamiątkowy za Wojnę 1918–1921[10]
- Medal Dziesięciolecia Odzyskanej Niepodległości[10]
- Srebrny Medal za Długoletnią Służbę
- Brązowy Medal za Długoletnią Służbę
- Odznaka Gwiazda Przemyśla
- Odznaka Honorowa „Orlęta”
- Państwowa Odznaka Sportowa[10]
- Krzyż Komandorski Orderu Orła Białego (Jugosławia)[11]
- Medal 10 Rocznicy Wojny Niepodległościowej (Łotwa)[12]
- Brązowy Medal Zasługi Wojskowej z Mieczami na wstążce Krzyża Zasługi Wojskowej (Austro-Węgry)[13]